# Crooked I
Dominick Antron Wickliffe (nascido em 23 de setembro de 1978), mas ele é conhecido por seus nomes artísticos Crooked I e Kxng Crooked, (estilizado como KXNG Crooked e pronunciado "King Crooked") é um rapper americano de Long Beach, Califórnia . Ele é mais conhecido como um ex-membro do grupo de hip-hop Slaughterhouse com outros membros Joe Budden, Joell Ortiz e Royce da 5'9 " . Ele é atualmente o CEO de suas próprias gravadoras, Dynasty Entertainment e COB Digital, bem como vice-presidente sênior da Treacherous Records. Antes de iniciar seu próprio selo, ele também assinou contrato com a Virgin Records e Death Row Records.
Em abril de 2018, Crooked I anunciou que deixaria o grupo Slaughterhouse. O grupo se separou desde então.

## Carreira

### Era da Virgin Records
Por volta dos dezessete anos, Crooked I começou uma gravadora independente chamada Muscle Records com jogadores profissionais de futebol também de Long Beach, Chucky Miller e Leonard Russell . Não se sabe quantas músicas foram gravadas, e as músicas gravadas nesse período ainda não foram lançadas. Foi quando ele chamou a atenção de Noo Trybe / Virgin Records, e conseguiu seu primeiro contrato de gravação em 1995.
Crooked I começou a aparecer originalmente em compilações lançadas pela gravadora do Big C-Style, 19th Street Records, como 19th Street LBC Compilation e Straight Outta Cali . Ele também participou das trilhas sonoras de filmes como Ride e Caught Up, onde colaborou com Snoop Doggy Dogg, Tha Eastsidaz e The Luniz . Na época, Crooked I ainda tinha contrato com a Noo Trybe / Virgin Records, que lidava com a distribuição da 19th Street Records. Os negócios estavam indo bem, mas por razões desconhecidas, a Virgin Records decidiu se livrar de sua divisão urbana, também conhecida como Noo Trybe, e Crooked I estava fora de um contrato de gravação.
Crook foi mais tarde contatado por Big C-Style e Daz Dillinger para formar a DPG Records, que originalmente seria uma sub-gravadora da Death Row Records na época. Crooked seria dono de 20% do selo, e o primeiro ato lançado também.  Daz deixou a Death Row Records para administrar a DPG Records independentemente, mas ao invés de ir com Daz, Crooked estava tentando descobrir suas opções.
Crooked I também teve conversas de assinatura para Aftermath,selo de Dr. Dre, mas Dre queria lançar Chronic 2001 e  Marshall Mathers LP de Eminem antes de liberar Crooked. Ele também conversou com outras grandes gravadoras que queriam contratá-lo, mas eles também estavam esperando o álbum Chronic 2001 do Dr. Dre ser lançado antes de considerar a possibilidade de assinar outro MC da Costa Oeste.  Foi nessa época que Crooked I renegociou o contrato original que tinha com a DPG Records / Death Row Records como um artista solo apenas com a Death Row Records .

### Death Row Records
Enquanto estava na gravadora Death Row, Crooked I apareceu em várias compilações, como Dysfunktional Family, e apareceu em vários lançamentos, como The Last Temptation, de Ja Rule e Nu-Mixx Klazzics de Tupac. Ele também gravou dois álbuns, Untouchable e Say Hi To The Bad Guy, ambos os quais não foram lançados devido a vários problemas com gravadoras e políticas da indústria. Ele conseguiu lançar uma mixtape junto com o então produtor interno do Death Row, Darren Vegas, chamada Westcoasanostra Vol. 1 na primavera de 2003.

### Início de Dynasty Entertainment e inovação digital
Em 2004, o álbum de Crooked I não havia sido lançado, Suge Knight estava constantemente entrando e saindo da prisão, e o contrato de Crooked I com a Death Row Records havia expirado em novembro de 2003. Ele deixou a Death Row no início de 2004 para abrir seu próprio selo, Dynasty Entertainment. Não demorou muito depois que Crooked I assinou um contrato de distribuição com a Treacherous Records / Universal,  mas mais problemas legais do Death Row surgiram, então eu tive que parar a produção de seu álbum de estreia então intitulado, Mama's Boy, que na verdade era vai ser o nome do segundo lançamento de Crooked pela Death Row Records. Mais tarde, o título do álbum mudou para Mama's Boy Got a Loaded Gun.
Nesse tempo, Crooked I começou a construir um número substancial de seguidores online, com uma comunidade de fãs / fórum de discussão que reuniu mais de 15.000 membros inscritos até o final de seu primeiro ano. A inovação de marketing digital de Crooked I faria com que ele lançasse a Dynasty TV, a primeira plataforma de streaming de vídeo baseada em artistas da Internet que exibia videoclipes, entrevistas e cenas de shows, antes que o YouTube existisse. Ele lançou a mixtape online Young Boss Vol. 1 por meio do site, ele foi baixado mais de 20.000 vezes diretamente de seu próprio site, que travou o servidor Web na primeira hora de estar disponível para download. A mixtape recebeu aclamação da crítica em todo o circuito underground do Hip-Hop, obtendo uma classificação "XL" impressionante pela publicação de Hip-Hop, XXL Magazine.
Depois que as questões legais foram resolvidas, Crooked começou a gravar novamente e começou a filmar seu próprio documentário Life After Death Row . Sua presença na Internet e buzz continuariam a crescer, enquanto ele aparecia em compilações como Back 2 Basics de Sway & King Tech, e no álbum de estreia de seu colega de selo da Treacherous Records K. Young, Learn How To Love. Em 2005, o nome do álbum de estreia de Crooked mudou para Boss Music.

### Era Hip-Hop Weekly
Crooked I começou a série Hip-Hop Weekly pela internet, ele foi o primeiro artista na história a fazer tal série. A cada sete dias, ele lançava uma nova faixa sobre várias batidas de hip-hop de antigos e novos instrumentais. As faixas estavam disponíveis a cada semana em seu fórum oficial, site e um perfil Imeem configurado exclusivamente para a série Hip-Hop Weekly, este se tornaria o perfil Imeem mais visto número 1 na seção de música rap de sites de mídia social. Sua habilidade de se conectar pessoalmente com seus fãs por meio de sua série Hip-Hop Weekly é evidente, já que ele atendia aos pedidos de seleção de batidas, bem como dava avisos sobre qualquer faixa aos fãs que a solicitassem através de sua página no MySpace.  A série Hip-Hop Weekly começou em 4 de abril de 2007 e terminou em 3 de abril de 2008.
Crook gerou tanto rebuliço com a série Hip-Hop Weekly que apareceu pela segunda vez na capa da edição de dezembro / 2007 da XXL, mas desta vez, como parte de XXL's Freshmen. A revista Vibe chamou Crooked I de "Internet Gorilla" na capa de sua edição de agosto de 2008, quando o entrevistou sobre sua abordagem de marketing online.
Crooked I, junto com DJ Felli Fel e DJ Nik Bean, lançou o St. Valentine's Days Bossacre em 14 de fevereiro de 2008. Embora seja chamada de mixtape, ela consiste em todas as novas faixas de Crooked I, bem como Young Boss Vol. 2, e conta com as participações especiais de Royce da 5'9 " e Roscoe Umali, com produção do DJ Felli Fel, Rick Rock, Komplex e MG. A edição de fevereiro de 2008 da Ozone West revisou o Dia dos Namorados Bossacre e classificou-o com 4 tapa em 5.
Outra mixtape e um EP foi lançado em 2008 por Crooked I, The Block Obama: Hood Politics e Block Obama II . The Block Obama: Hood Politics seria originalmente apresentado por DJ Whoo Kid e DJ Strong, mas acabou sendo lançado sem tag e sem DJ, e para download gratuito na internet.  Block Obama II foi lançado no dia da eleição presidencial de 2008, originalmente como um álbum digital à venda no iTunes, Amazon, Napster, Rhapsody e outros varejistas online.  Os CDs físicos do Bloco Obama II foram feitos posteriormente e vendidos pela CDBaby . O EP também conta com participações de artistas da Dynasty Entertainment Horse Shoe GANG e Sauce The Boss, além de Knoc-turn'al e produção de Jim Gittum, Komplex e Rick Rock .

### Era do grupo Slaughterhouse
Joe Budden estendeu a mão para Crooked I, Royce da 5'9 ", Joell Ortiz e Nino Bless para uma faixa intitulada de "Slaughterhouse", em seu lançamento digital, Halfway House . Com base na recepção da faixa, eles decidiram formar um supergrupo, sem Nino Bless, e deram o nome dessa música.  Eles lançaram inúmeras canções ao longo do início de 2009, criando um burburinho para seu álbum autointitulado, que foi lançado pela E1 em 11 de agosto de 2009. O álbum conta com a produção de Alchemist, DJ Khalil, Mr. Porter, Streetrunner, e participações de Pharoahe Monch, K. Young e The New Royales.
Em 27 de fevereiro de 2009 em Long Beach, Califórnia, Crooked, fui alvejado durante uma conversa com um fã. As primeiras notícias conflitantes da mídia sobre o incidente nas horas seguintes inicialmente deixaram as pessoas preocupadas e inseguras sobre sua condição, mas ele confirmou à MTV News e a outras mídias que estava vivo e, embora mentalmente distraído, fisicamente bem. Crooked I se recusou a elaborar mais sobre o incidente, citando de onde ele é isso é contra o código das ruas.
Em 10 de novembro de 2009, Crooked I lançou um EP solo digital apenas, Mr. Pig Face Weapon Waist . "É uma derivação do meu alter-ego do Slaughterhouse", disse ele sobre o título estranho, "porque eu subo no palco com uma máscara de porco e um terno Dickie." O EP também conta com participações de Snoop Dogg, K. Young, MOP, The Horseshoe GANG e, claro, outros membros do Slaughterhouse, Joe Budden, Joell Ortiz e Royce da 5'9 " .  Além da produção de Komplex, Scram Jones, Streetrunner, Frequency e P. Silva.
Após considerar brevemente os planos de lançar um LP completo do Mr. Pig Face Weapon Waist em janeiro de 2010, Crooked I revisou suas prioridades e anunciou Million Dollar Story, a ser lançado em 2010. A produção do álbum incluirá contribuições do DJ Khalil, The Alchemist e do recém-chegado Quest. Além disso, Crooked I declarou suas intenções de conseguir batidas de DJ Premier para o álbum.
Os novos proprietários da Death Row Records, WIDEawake Entertainment, lançaram um álbum Crooked I chamado Hood Star em 15 de junho de 2010. Possui 15 canções que Wickliffe gravou enquanto assinava com a gravadora, com participações de Juvenile, Too Short, Kurupt, Danny Boy, Ray J, Sisqo e outros.
Em 17 de agosto de 2010, Crooked I lançou mais um EP, intitulado Planet COB Vol. 1, que apresenta produção de Rick Rock, Komplex e mais.
No dia 1 de dezembro de 2010, o primeiro single do álbum solo oficial de Crooked I, Million Dollar Story, foi lançado no iTunes com o título "Villain", que apresenta a cantora da Gracie Productions Sally Anthony.
Em 12 de janeiro de 2011, após meses de especulação, o grupo Slaughterhouse assinou oficialmente com a Shady Records junto com o artista Yelawolf .
Em 21 de março de 2011, Crooked I lançou o EP Million Dollar Story, disponível para compra no iTunes, para amarrar os fãs até o lançamento do álbum. Possui duas músicas novas e duas faixas lançadas anteriormente.
Em 12 de julho de 2011, a compilação Planet COB Vol. 2 foi lançado digitalmente e, por um tempo limitado, estava disponível em CD no site oficial de Crooked I. Ao contrário da edição anterior, que era um EP de Crooked I, este álbum apresenta músicas de todos os afiliados do COB, como Horseshoe GANG, Sauce Tha Boss, Coniyac e muito mais. Para manter o ímpeto do movimento COB, Crooked I trouxe sua linha oficial de roupas para a internet. Em 17 de novembro de 2011, Crooked I anunciou um novo EP digital intitulado In None We Trust - The Prelude, com lançamento previsto para 13 de dezembro e incluirá participações de Jay Rock, Glasses Malone, Mistah FAB, Horseshoe GANG, Coniyac e K. Young. Em 22 de novembro de 2011, o primeiro single do EP intitulado "No Competition" foi lançado na internet.
Em 16 de dezembro de 2014, Crooked I aka Kxng Crooked lançou Sex, Money and Hip-Hop com participações especiais, incluindo Slaughterhouse, Emanny, Horseshoe Gang, Shalé, Bo-Roc do The Dove Shack, Kokane e Novel . JUSTICE League, Jonathan Hay, Mike Smith, Sarah J, DJ King Tech, Aktive, Rick Rock e Tabu cuidaram da produção do álbum. Em maio de 2015, Crooked apareceu em quatro canções "I Did not Mean To Treat You Bad", "Ashamed", "Another Mirror" e "Groupie" de When Music Worlds Collide .
Em janeiro de 2016, Crooked I e Lazarus colaboraram no single "Fearless", no qual insultaram o político Donald Trump e o chamaram de racista . O single incluía o verso: "Bando de covardes com medo de dizer a um racista como Donald para subir no topo das Torres Trump e descer rapidamente". Em março de 2016, Crooked apareceu em três canções "Paradise" com Royce da 5'9 " ," Johnny College "e" Don't Close Your Eyes "do LP Urban Hitchcock . Ele também apareceu no álbum Mountain Biking Through Louisville, de Jonathan Hay e DJ Whoo Kid .
KXNG Crooked aparece na faixa Intro do próximo álbum Anti-Trap Music de seu irmão, "Horseshoe Gang", que será lançado no dia 29 de abril. A faixa foi postada e carregada no Soundcloud. Em novembro de 2016, ele lançou o álbum Good Vs. Evil . Seu álbum mais recente, Good vs. Evil II: The Red Empire, foi lançado em 8 de dezembro de 2017. Ele serve como uma sequência direta de Good vs. Mal, expandindo os temas de seu trabalho anterior.
Em abril de 2018, Crooked I anunciou sua saída do Slaughterhouse para seguir carreira solo.
No início de 2019, Crooked I lançou uma música chamada 96 GS, e nessa música anunciou que seus singles semanais de hip-hop voltariam. Ele seguiu com singles intitulados Halfway Me, Pistol Grip, Once Upon A Time na LBC e muitos mais. Em março de 2019, KXNG Crooked foi apresentado na música "Revenge" (junto com o colega do Slaughterhouse Joell Ortiz ) no álbum Killer's Blood do Cryptik Soul .
Ao longo de 2019, Crooked I lançou uma série de mixtapes intitulada The Weeklys, que traz compilações de músicas de sua série "Hip Hop Weekly", nas quais ele lança uma nova música de freestyle todas as semanas do ano.
Em janeiro de 2020, Crooked I apareceu no décimo primeiro álbum de estúdio de Eminem, Music to Be Murdered By, na faixa "I Will", juntamente com os ex-companheiros de grupo do Slaughterhouse Joell Ortiz e Royce da 5'9 " .

## Discografia

### Álbuns de estúdio
- Apex Predator (2013)
- Sexo, dinheiro e hip-hop (2014)
- Bom vs. Mal (2016)
- Bom vs. Evil II: O Império Vermelho (2017)

### Álbuns de colaboração
- Matadouro (com Matadouro ) (2009)
- Bem-vindo a: Our House (with Slaughterhouse) (2012)
- Statik KXNG (com Statik Selektah ) (2016)
- KXNGs usam ouro (com Frost Gamble) (2018)
- Gravitas (com Bronze Nazareth ) (2019)
- HARD (com Joell Ortiz ) (2020)

## Filmografia
- 2004: Bank Brothers[40]
- 2005: Festa do Pijama[41]
- 2006: Vida após o corredor da morte
- 2009: Platinum Illusions
- 2016: One Shot

## 30em
1. ↑  «Kxng Crooked Says You Shouldn't Censor Eminem, Reveals Sex, Money & Hip-Hop Release Date». MTV. 11 de dezembro de 2014
2. ↑  «Beanie Sigel Shot, Jimmy Fallon Joins Zulu Nation, KXNG Crooked Challenges Rappers». Complex. Consultado em 14 de dezembro de 2014. Cópia arquivada em 14 de dezembro de 2014
3. ↑  «Crooked I Interview». Djbooth.net. Consultado em 29 de junho de 2013. Cópia arquivada em 23 de julho de 2012
4. 1 2  Heinzelman, Bill. «Crooked: Interview». Cópia arquivada em 15 de junho de 2011
5. 1 2  A., Aron. «KXNG Crooked Announces His Departure From Slaughterhouse». HotNewHipHop. Consultado em 21 de abril de 2018
6. 1 2  «Crooked I: The Life & Times Of Crooked I, Pt. 1». AllHipHop. 28 de maio de 2008. Cópia arquivada em 29 de maio de 2008
7. 1 2  «Westcoast News Network». Dubcnn.com. Consultado em 11 de março de 2015
8. 1 2  «West Coast News Network». Dubcnn.com. Consultado em 11 de março de 2015
9. 1 2  «ｰWestcoast News Network». Dubcnn.com. Consultado em 11 de março de 2015
10. 1 2  «dubcnn.com // West Coast News Network //». Dubcnn.com. Consultado em 11 de março de 2015
11. ↑   Arquivado em 2008-09-05 no Wayback Machine
12. 1 2  «FEATURE: Crooked I, The Freestyler[Definitive Dozen] - XXL». Xxlmag.com. 14 de agosto de 2009. Consultado em 29 de junho de 2013. Cópia arquivada em 23 de dezembro de 2009
13. ↑  «» Crooked I – Block Obama (Mixtape)». 2DOPEBOYZ. Consultado em 11 de março de 2015
14. ↑  «Crooked I Talks Election & Block Obama 2». HipHopDX. 5 de novembro de 2008. Consultado em 11 de março de 2015. Cópia arquivada em 2 de abril de 2015
15. ↑  Jeffries, David (11 de agosto de 2009). «SlaughterHouse - Slaughterhouse | Songs, Reviews, Credits». AllMusic. Consultado em 2 de janeiro de 2016
16. ↑  Kuperstein, Slava (10 de agosto de 2009). «Slaughterhouse - self-titled | Read Hip Hop Reviews, Rap Reviews & Hip Hop Album Reviews». HipHop DX. Consultado em 29 de junho de 2013. Cópia arquivada em 23 de julho de 2010
17. ↑  Reid, Shaheem (3 de março de 2009). «Exclusive: Crooked I Admits He Was Shot At». MTV. Consultado em 29 de junho de 2013
18. ↑  «Crooked I Releasing "Pig Face Weapon Waist"». Hip-Hop Wired. 26 de agosto de 2009. Consultado em 29 de junho de 2013
19. ↑  "It’s a spin-off of my Slaughterhouse alter ego," he said of the odd title, "cause I come out on stage with a pig mask and a Dickies suit on."
20. ↑  Vasquez, Andres (7 de janeiro de 2010). «Crooked I Speaks On Benzino Comments, Possible DJ Premier Collab | Get The Latest Hip Hop News, Rap News & Hip Hop Album Sales». HipHop DX. Consultado em 29 de junho de 2013. Cópia arquivada em 24 de setembro de 2012
21. ↑  «Death Row Announces Release of Crooked I Album». BallerStatus.com. 27 de maio de 2010. Consultado em 29 de junho de 2013
22. ↑  «Planet C.O.B. Vol. 1». Planetcob.com. Consultado em 29 de junho de 2013. Cópia arquivada em 9 de agosto de 2016
23. ↑  «New Crooked I Single Available On iTunes». The B.O.S.S. Board. Consultado em 29 de junho de 2013. Cópia arquivada em 15 de março de 2012
24. ↑  «Eminem Covers XXL; Signs Slaughterhouse & Yelawolf». Rap Radar. 12 de janeiro de 2011. Consultado em 29 de junho de 2013
25. ↑  Osorio, Kim (5 de abril de 2011). «Crooked I Says His EP Is Part Of A West Coast Revolution». BET.com
26. ↑  «Crooked I Releases "Million Dollar Story" EP». The B.O.S.S. Board. Consultado em 29 de junho de 2013. Cópia arquivada em 13 de abril de 2014
27. ↑  «Planet C.O.B. Vol.2 Is Out!». Planetcob.com. Consultado em 16 de agosto de 2011. Cópia arquivada em 18 de julho de 2011
28. ↑  «COBWorldOrder.com». COBWorldOrder.com. Consultado em 16 de agosto de 2011. Cópia arquivada em 13 de novembro de 2011
29. ↑  «In None We Trust – The Prelude». Planetcob.com. 18 de novembro de 2011. Consultado em 23 de novembro de 2011. Cópia arquivada em 6 de abril de 2012
30. ↑  «Crooked I – No Competition». Planetcob.com. Consultado em 23 de novembro de 2011. Cópia arquivada em 28 de janeiro de 2012
31. ↑  «KXNG CROOKED's (Crooked I) Mixtape 'Sex, Money, & Hip Hop' Is Dropping December 16». Xxlmag.com. Consultado em 23 de abril de 2015
32. ↑  «TIDAL». Listen.tidalhifi.com. Consultado em 26 de maio de 2015
33. ↑  Pologod (19 de janeiro de 2016). «DONALD TRUMPED BY LAZARUS & KXNG CROOKED ON "FEARLESS" SINGLE». The Source. Consultado em 15 de março de 2016
34. ↑  «The Urban Hitchcock LP by Jonathan Hay on iTunes». Itunes.apple.com. 1 de março de 2016. Consultado em 18 de março de 2016
35. ↑  «Kxng Crooked Gets Political In New "Axl Rose" Video For Jonathan Hay». AllHipHop. 26 de fevereiro de 2016. Consultado em 18 de março de 2016
36. ↑  http://www.hip-hopkings.com/2016/04/horseshoe-gang-intro-ft-kxng-crooked
37. ↑  Maxwell, Ryan. «Horseshoe Gang ft KXNG Crooked - Intro Track». Hip-Hop Kings. Hip-Hop Kings. Consultado em 13 de abril de 2016
38. ↑  Goddard, Kevin (11 de novembro de 2016). «King Crooked released Good Vs. Evil». Hotnewhiphop. Consultado em 11 de novembro de 2016
39. ↑  «Bank Brothers (Video 2004)». IMDb.com. 6 de abril de 2004. Consultado em 11 de março de 2015
40. ↑  «Slumber Party (Video 2004)». IMDb.com. 21 de agosto de 2005. Consultado em 11 de março de 2015